# Podgórze (powiat starachowicki)
Podgórze – wieś w Polsce, położona w województwie świętokrzyskim, w powiecie starachowickim, w gminie Pawłów.
W latach 1975–1998 miejscowość należała administracyjnie do województwa kieleckiego.